# PGC 55516
LEDA/PGC 55516 ist eine spiralförmige Radiogalaxie vom Hubble-Typ SBc im Sternbild Schlange nördlich der Ekliptik. Sie ist schätzungsweise 350 Millionen Lichtjahre von der Milchstraße entfernt und hat einen Durchmesser von etwa 85.000 Lichtjahren. Vom Sonnensystem aus entfernt sich das Objekt mit einer errechneten Radialgeschwindigkeit von näherungsweise 7.800 Kilometern pro Sekunde.
Gemeinsam mit NGC 5955 und PGC 1278432 bildet sie eine optische Galaxienkette.

## Galaktisches Umfeld
| Nr. | Galaxie                 | Alternativname            | Rek           | Dek           | Distanz/asec |
| --- | ----------------------- | ------------------------- | ------------- | ------------- | ------------ |
| →   | LEDA/PGC 55516          | NSA 166295                | 15h35m17.082s | +05d05m59.97s | 0            |
| 1   | LEDA/PGC 1278432        | NSA 81296                 | 15h35m22.441s | +05d07m18.01s | 112.63       |
| 2   | NGC 5955                | LEDA/PGC 55510            | 15h35m12.477s | +05d03m46.81s | 148.71       |
| 3   | LEDA/PGC 1277587        | 2MASX J15354428+0503430   | 15h35m44.266s | +05d03m42.73s | 426.68       |
| 4   | NGC 5952                | LEDA/PGC 55496            | 15h34m56.445s | +04d57m31.84s | 593.19       |
| 5   | 2MASX J15344022+0512546 | WISEA J153440.23+051254.4 | 15h34m40.24s  | +05d12m54.6s  | 690.47       |
| 6   | LEDA/PGC 2816968        | NSA 81298                 | 15h35m51.593s | +05d14m40.89s | 733.68       |